# Émile-Guillaume Léonard
Pour les articles homonymes, voir Léonard.
Émile-Guillaume Léonard, né le 30 juillet 1891 à Aubais (Gard) et mort de 11 décembre 1961 à Saint-Cloud, est un historien français, directeur d'études à l'École pratique des hautes études et spécialiste de l'histoire du protestantisme.

## Biographie

### Jeunesse et études
Émile-Guillaume Léonard fait ses études secondaires au lycée de Montpellier, puis à Louis-le-Grand à Paris. Entré à l'École nationale des chartes en 1911, ses études sont interrompues par la Première Guerre mondiale. 
Il est grièvement blessé lors de la bataille de Verdun et en garde des séquelles importantes à un bras. Il se lie d'amitié avec Guillaume Apollinaire, qui lui dédie son poème « À Nîmes ».
En 1919, il soutient sa thèse de l'École nationale des chartes, intitulée Étude sur les chancelleries et la diplomatie des comtes de Toulouse (804-1209) et il est reçu archiviste paléographe, major de sa promotion.
Léonard soutient en 1932 sa thèse de doctorat ès lettres consacrée à « La jeunesse de Jeanne Ire de Naples reine de Naples, comtesse de Provence », et une thèse complémentaire sur le « Catalogue des actes des comtes de Toulouse ». 

### Parcours professionnel
Il est membre de l'École française de Rome de 1919 à 1922. La première partie de sa carrière de chercheur est consacrée à l'Italie médiévale durant la présence angevine. Il est nommé au département des manuscrits de la Bibliothèque nationale (1922-1927) où il s'occupe du catalogue du fonds protestant, et du « Nouveau d'Hozier », archives généalogiques et catalogue nobiliaire,, puis à l'Institut français de Naples (1927-1934).
À son retour en France, il est d'abord professeur d'histoire médiévale et d'histoire de la Normandie à Caen (1934-1940), puis professeur d'histoire à l'université d'Aix-en-Provence (1940-1948). Ses recherches s'orientent alors sur le protestantisme : il publie plusieurs études sur son village d'Aubais durant les persécutions religieuses ordonnées par Louis XIV, et des travaux plus généraux sur le protestantisme français au XVIIIe siècle. 
En 1948, il est nommé directeur d'études et titulaire de la chaire d'histoire de la Réforme et du protestantisme à l'École pratique des hautes études (section des sciences religieuses), où il succède à Lucien Febvre qui l'avait pressenti pour ce poste. 
Il donne des enseignements à l'université de São Paulo (1948-1950) et d'histoire de l'Église à la faculté libre de théologie réformée d'Aix-en-Provence. Il enseigne également la philosophie protestante à l'Institut d'études politiques de Paris. On lui doit une Histoire générale du protestantisme en trois volumes, le dernier publié après sa mort avec le concours de Jean Boisset.
Émile-Guillaume Léonard meurt en 1961, et Daniel Robert lui succède à l'EPHE.

## Distinctions

### Décorations
- Chevalier de la Légion d'honneur,(1954) [2]
- Croix de guerre 1914-1918 [2]
- Médaille militaire[2]

### Récompenses
- 1933 : Prix Gobert de l'Académie des inscriptions et belles-lettres pour Jeanne Ire reine de Naples
- 1941 : Prix Eugène Carrière de l’Académie française pour Mon village sous Louis XV
- 1959 : Docteur honoris causa de la faculté de théologie protestante de Montpellier[1]
- Docteur honoris causa de théologie de l'université libre d'Amsterdam[1]

## Publications
- Catalogue des actes des Comtes de Toulouse. III. Raymond V (1149-1194), Paris, Picard, 1932, LXXX-167 p.
- Histoire de Jeanne Ire, reine de Naples, comtesse de Provence (1343-1382) :
  - Tome 1 et 2 La jeunesse de la reine Jeanne, Monaco et Paris, 1932, 730 p. et 600 p.
  - Tome 3 Le règne de Louis de Tarente, Monaco et Paris, 1937, 726 p. compte rendu J. Calmette, Annales du Midi, 1938
- Un village d' "opiniâtres" : les protestants d'Aubais, de la destruction à la reconstruction de leur temple (1685-1838), Le Mas Soubeyran, Musée du Désert, 1938, 108 p.
- Mon village sous Louis XV, Paris, PUF, coll. « Dito », 1984 (1re éd. 1941), 351 p. (ISBN 978-2-13-038543-1)
- Histoire de la Normandie, coll. Que sais-je ?, no 127, PUF, 1945
- Histoire du protestantisme, coll. Que sais-je ?, no 427, PUF, 1950
- Le Protestant français, Paris, PUF, 1953, 316 p.
- Les Angevins de Naples, Paris, Presses universitaires de France, 1954, 575 p. (OCLC 931112837)
- « La Résistance protestante en Normandie au XVIIIe siècle », Cahiers des Annales de Normandie, no 34, 2005, p. 1-128, préface d'Hubert Bost [lire en ligne]
- Histoire universelle, Encyclopédie de la Pléiade, avec René Grousset, 3 vol., 1957
- L'Armée et ses problèmes au XVIIIe siècle, Plon, coll. « Civilisations d'hier et d'aujourd'hui », 1958
- Histoire générale du protestantisme, Paris, PUF, 1961-1964 ; rééd. coll. « Quadrige », 1988 :
  - T. 1 : La Réformation, (1961)
  - T. 2 : L'Établissement (1564-1700), 1961
  - T. 3 : Déclin et renouveau : XVIIIe – XXe siècle, 1964 (posthume)